# Physcius nigronotatus
Physcius nigronotatus is een keversoort uit de familie Mycteridae. De wetenschappelijke naam van de soort is voor het eerst geldig gepubliceerd in 1915 door Pic.